# József Navarrete
József Navarrete, né le 26 décembre 1965 à Santa Clara, est un escrimeur hongrois d'origine cubaine.

## Carrière
József Navarrete participe aux Jeux olympiques d'été de 1996 et  remporte la médaille d'argent dans l'épreuve de sabre par équipe.